# Ratmir Kholmov
Ratmir Dmitrievich Kholmov (em Russo: Ратмир Дмитриевич Холмов; Shenkursk, 13 de maio de 1925  -  Moscou, 18 de fevereiro de 2006) foi um Grande Mestre de xadrez russo. Ele ganhou muitos torneios internacionais na Europa Oriental e ficou em primeiro lugar (empatado com Leonid Stein e Boris Spassky) no Campeonato Soviético de 1963, mas no desempate terminou em terceiro. Kholmov não era muito conhecido nos países ocidentais, já que nunca competiu por lá no auge de sua carreira.  Ele foi um dos jogadores soviéticos mais fortes de meados da década de 1950 até a década de 1970 e pelo site Chessmetrics (que estipula rankings para jogadores do passado) era o 8º melhor do mundo entre agosto de 1960 a março de 1961. Kholmov permaneceu jogando competições em alto nível até o fim de sua vida.

## Primeiros anos
Kholmov aprendeu a jogar xadrez aos 12 anos de idade e,  em três anos, já estava perto da força de Mestre. Ele serviu como marinheiro na marinha mercante soviética durante a Segunda Guerra Mundial, principalmente na rota do Ártico do Norte. Em 1945, ele conquistou o 5º lugar no torneio de Tula. Em 1946, ele venceu em Zhdanovichi (Bielo-Rússia). Em 1947, ele conquistou o 4º lugar no 13º campeonato da Bielorrússia . Mais tarde naquele ano, ele jogou sua primeira competição de alto nível no Memorial Mikhail Chigorin (Moscou, 1947), marcando 5½  em 15 contra uma elite de jogadores internacionais. Em 1948, Kholmov venceu campeonato da Bielorrússia invicto, com 11½  em 13.
Kholmov se classificou para sua primeira final soviética em 1948,  em Moscou, no 16º Campeonato Soviético, marcando 8½ em 18,  ficando em 12º lugar, com David Bronstein e Alexander Kotov dividindo o título. No 17º Campeonato Soviético, ele mostrou uma boa melhora, terminando empatado em 9º-10º com 19/10, com Bronstein e Vasily Smyslov em primeiro lugar.
Em 1950, ele conquistou o 3º lugar em Pärnu, o 7º em Tbilisi e empatou em 4º a 5º no campeonato do Spartak Club. Ele não se classificou na semi-final do campeonato soviético de 1950, em Tartu, com 9½/15, terminando em quinto lugar. Kholmov foi campeão dos campeonatos lituanos em 1949, 1950, 1951, 1952, 1953, 1955, 1957, 1958, 1959 e 1960, conquistando um total de dez títulos.

## Estreia internacional
Kholmov fez sua estreia internacional no torneio de Bucareste em 1954 terminando em 3º-4º lugar, com 17 pontos em 11 partidas, com uma vitória sobre Viktor Korchnoi. Em Kiev, em 1954, terminou em 6º no 21º Campeonato Soviético com 10½/19, Yuri Averbakh foi o campeão. A FIDE lhe concedeu o título de Mestre Internacional em 1954. No 23º Campeonato Soviético (Leningrado, 1956) ele terminou em 5º-7º lugares com 10½ em 18, com Mark Taimanov sendo o campeão. Kholmov terminou empatado no 1º–2º lugar (com Averbakh) no torneio de Dresden 1956, com 15 em 12.  No 24º Campeonato Soviético (Moscou, 1957) finalizou em 6º lugar, com 12½ em 21, (Mikhail Tal foi o campeão). Ficou em 2º no torneio de Szczawno-Zdrój 1957, com 11/15 atrás do vencedor Efim Geller. Kholmov venceu a semifinal soviética em Tashkent em 1958 com 11½ em 15, à frente de Korchnoi e Efim Geller. Em Balatonfüred 1959 ganou outro título internacional, com 10 em 13 ficando a frente de Wolfgang Uhlmann. No 26º Campeonato Soviético (Tbilisi,1959) Kholmov alcançou as primeiras posições, terminando empatado no 4º-5º lugar, com 12 em 19, com Tigran Petrosian vencendo a competição.

## Grande Mestre
Kholmov conquistou um dos melhores resultados de sua carreira com um empate na 1ª-2ª colocação (junto com Smyslov), no torneio Internacional de Moscou em 1960 com 8½ em 11. No mesmo ano, a FIDE concedeu-lhe o título de Grande Mestre (GM). Ele venceu a semifinal soviética em Novgorod em 1961, com 13 em 16. Em Baku, no 29º Campeonato Soviético de 1961, ele marcou 11 em 20 empatando em 8º-11º. Ele venceu invicto o torneio de Bucareste 1962 com 11½  em 15, à frente de Vladislav Shianovsky. Ele empatou em 2º-4º lugar no campeonato da associação esportiva Spartak em Minsk, em 1962, com 11 em 17. Kholmov venceu o torneio de Kecskemét 1962 com 11 em 15, à frente de Lajos Portisch e László Szabó, que empataram no 2º-3º lugar. No 30º Campeonato Soviético em 1962, em Yerevan, ficou em 4º lugar com 13 em 19, um ponto atrás do campeão Korchnoi.
Em 1963 ele compartilhou o 1º-3º lugar (com Boris Spassky e Leonid Stein) no 31º Campeonato Soviético de Xadrez, mas no torneio desempate Stein foi o campeão com Kholmov em 3º.  Kholmov é considerado, junto com Isaac Boleslavsky, os mais fortes jogadores da época (considerando o período entre 1940 até os anos 1960) a nunca ter conquistado o título de campeão soviético. No torneio de Sochi 1964, Kholmov terminou empatado em 2º-3º com 10/15, atrás do vencedor Nikolai Krogius. Então Kholmov sofreu talvez sua maior decepção na carreira no torneio zonal soviético, Moscou 1964, onde marcou 6/12 pelo quarto lugar em um campo super forte, mas caiu uma posição antes de avançar para o estágio interzonal . Em Kiev, no URS-ch32 (1964/65), Kholmov empatou entre 5º e 6º lugares com 11½ / 19, com a vitória de Korchnoi. Ele fez um resultado notável em Havana 1965 com a 5ª colocação em 14½ / 21, com a vitória de Smyslov, mas Kholmov derrotou Bobby Fischer e terminou invicto no torneio. Em Tbilisi 1966/67 para o URS-ch34, ele marcou 10/20 para empatar para o 10º ao 12º lugar, com Stein vencendo novamente.
Kholmov mudou-se para Moscou em 1967 e viveu lá pelo resto da vida. Ele venceu o torneio de Belgrado 1967 com 6½ em 9. Um de seus melhores resultados na carreira foi o 2º lugar no torneio de Leningrado 1967 com 12 em 16, atrás apenas de Korchnoi. Ele foi 4º em Skopje 1967 com 11½ em 17, com Bobby Fischer vencendo. Kholmov foi campeão em Havana 1968 com um contundente 12 em 14, à frente de Stein e Alexey Suetin.
Sua atuação nas próximas quatro finais soviéticas continuaram em excelente nível Em Alma-Ata, em 1968,  ficou em 6º-9º com 10½ / 19, com Lev Polugaevsky e Alexander Zaitsev vencendo. Em Moscou, em 1969, ele terminou empatado em 7º–9º com 12½ em 22, com Polugaevsky e Petrosian campeões. Em Riga, em 1970, ele teve um desempenho pior, marcando 10 em 21, terminando em 13º-14º, com Korchnoi vencendo o campeonato. Em Baku, 1972 pontuou 10½ em 21, ficando em 10º-11º lugar, com Mikhail Tal vencendo. Esta foi sua última final de um campeonato soviético. Por volta dos 40 anos de idade, sua performance caiu substancialmente, e uma nova geração de jogadores soviéticos conquistaria a maioria das melhores colocações nos torneios e nas oportunidades de jogar competições internacionais.
Kholmov teve apenas uma chance de representar a URSS em um evento por equipes em nível internacional, quando jogou no tabuleiro 10 no Campeonato Europeu por Equipes  em Kapfenberg, em 1970. Ele ganhou a medalha de ouro do décimo tabuleiro com 4½ em 6 (+3 −0 = 3) e ajudou sua equipe a conquistar o primeiro lugar. Kholmov jogou muitos matches entre países, como quando a URSS enfrentou a Hungria e a Iugoslávia, geralmente tendo um ótimo desempenho.

## Últimos anos
Kholmov continuou a jogar torneios até o fim da vida, em geral, com bastante sucesso. Em Luhacovice 1973, ele empatou em 4º-5º com 9 em 15, com Andras Adorjan e Jan Smejkal nas primeiras posições. Em Sochi 1974, ele marcou 8½ em 15, 4º-6º lugar, com a vitória de Polugaevsky. Ele ficou em 2º em Kecskemét 1975 com 8½ em 13, atrás do húngaro Karolyi Honfi. Um dos melhores resultados de final de carreira de Kholmov foi o 3º-5º lugar no forte torneio de Moscou 1975, com 9½ em 15, com Geller campeão. Kholmov empatou em 1º-2º em Budapeste 1976, 10½ em 15; ficou em 2º em Zalaegerszeg 1977. com 7½ em 12. Aos 63 anos, Kholmov terminou em 3º-6º em Sochi 1988, com 7 em 13, com Sergey Dolmatov sendo o campeão. Em Voskresensk 1990, Kholmov empatou em 3º-6º com 6½ em 11, atrás dos vencedores Igor Naumkin e Valery Neverov. Ele teve um excelente 2º lugar em Moscou 1991 com 8½ em 11 atrás do vencedor Mikhail Ivanov. Aos 72 anos, Kholmov empatou em 1º-3º em Moscou 1997 com 7½ em 11, com Igor Zaitsev e Andrey Rychagov vencendo.

## Campeã mundial sênior
Kholmov dividiu o título do Campeonato Mundial Sênior de 2000 com Mark Taimanov, Jānis Klovāns e Alexander Chernikov, em Rowy (Polônia), marcando 11 pontos em 8 partidas.  Em seguida, ele ficou em 2º-4º no mesmo evento no ano seguinte em Arco, novamente com 8/11, empatado com Klovans e Vladimir Karasev, atrás do campeão Vladimir Bukal.
Kholmov jogou xadrez competitivo até sua morte no início de 2006, aos 80 anos.

## Legado
Kholmov era conhecido como "o defensor do centro" nos círculos de xadrez soviético, por causa de sua grande habilidade em repelir a agressão inimiga. Mas ele também era perigoso jogador de ataque, como a maioria dos principais jogadores soviéticos sentiram na pele. Durante seus anos de auge, Kholmov foi um jogador difícil de derrotar, mesmo nos níveis mais altos. Ele se classificou para 16 finais soviéticas entre 1949 e 1972, com um total bem superior a 50 por cento de aproveitamento. Ele conseguiu vitórias contra os campeões mundiais Petrosian, Spassky, Fischer e Garry Kasparov. Kholmov jogava confortavelmente com as peças brancas tanto com 1.e4 como 1.d4, jogava um xadrez clássico com ambas as cores e tinha uma predileção ocasional por aberturas incomuns, com as quais tinha bom sucesso, como mostra a seleção de partidas.

## Partidas memoráveis
- Efim Geller - Ratmir Kholmov, Campeonato da URSS, Moscou 1949, Ruy Lopez, Defesa Bird (C61), 0-1 Duas estrelas em ascensão lutando pela melhor posição no torneio, e Kholmov vence com uma variante pouco jogada, com um belo sacrifício de torre no final da partida.
- Tigran Petrosian - Ratmir Kholmov, Campeonato da URSS, Moscou 1957, Gambito Blumenfeld (E10), 0-1 Outra escolha de abertura incomum na vitória contra o campeão mundial.
- Viktor Korchnoi - Ratmir Kholmov, semifinal do campeonato da URSS, Tashkent 1958, Benoni-moderna (A64), 0-1 A Benoni Moderna estava entrando na moda nessa época.
- Ratmir Kholmov - Paul Keres, Campeonato da URSS, Tbilisi 1959, Defesa Siciliana, Ataque Rossolimo (B30), 1–0 Era muito incomum ver o poderoso estrategista Keres ser derrotado tão rapidamente.
- Ratmir Kholmov - Laszlo Szabo, Kecskemet 1962, Defesa Eslava, Variante Tcheca (D19), 1–0 Kholmov vence o nove vezes campeão húngaro.
- Ratmir Kholmov - Leonid Stein, Campeonato da URSS, Yerevan 1962, Defesa Siciliana, Variante Moscou (B52), 1–0 Kholmov novamente vence com uma siciliana incomum na época, contra um de seus grandes rivais do período.
- Mark Taimanov - Ratmir Kholmov, Campeonato da URSS, Leningrado 1963, Defesa Nimzo-India, Variante Rubinstein-Gligoric (E54), 0-1 Taimanov era um especialista reconhecido em ambos os lados dessa defesa.
- Ratmir Kholmov - Boris Spassky, Torneio Zonal da URSS, Moscou 1964, Defesa Siciliana, Variante Scheveningen (B84), 1–0 Spassky foi o vencedor do torneio e futuro campeão mundial.
- Ratmir Kholmov - David Bronstein, Campeonato da URSS, Kiev 1964–1965, Defesa Siciliana, Variante Najdorf (B99), 1–00 Kholmov supera o criativo Bronstein em uma de suas vitórias mais memoráveis.
- Robert Fischer - Ratmir Kholmov, Havana 1965, Ruy Lopez, Variante Cerrada/Chigorin (C98), 0-1 Fischer raramente perdia no lado branco da Ruy Lopez,  por isso essa vitória de Kholmov foi um feito e tanto.
- Ratmir Kholmov - Garry Kasparov, Torneio de qualificação para o campeonato da URSS, Daugavpils 1978, Defesa Caro-Kann (B18), 1–0 Kasparov, com apenas 15 anos na época, foi o vencedor do torneio e futuro campeão mundial.

## Teoria de abertura
Algumas variantes receberam o nome de Kholmov.
- ECO C92: Ruy Lopez, Cerrada, Variante Kholmov
1.e4 e5 2. Cf3 Cc6 3. Bb5 a6 4. Ba4 Cf6 5.0-0 Be7 6. Te1 b5 7. Bb3 0-0 8.c3 d6 9.h3 Be6
- Defesa Petroff, Gambito Kholmov (C42)
1.e4 e5 2. Nf3 Nf6 3. Nxe5 Nxe4 4. Qe2 Qe7